# Aeroporto de Rio Tinto
O Aeródromo de Rio Tinto (IATA: ***, ICAO: ****) é um aeródromo localizado na cidade de Rio Tinto, no estado da Paraíba. Possui uma pista de pouso simples, com pouco ou nenhuma infraestrutura necessária para a movimentação de aeronaves. A pista está com problemas estruturais há algum tempo e não recebe nenhum tipo de voo. Como a cidade fica perto da capital do Estado, não há interesse em repará-la.
O código ICAO (SNRN) não é mais utilizado pelo aeródromo que está fechado. Esse mesmo código (SNRN) é utilizado pelo Aeródromo Fazenda 20 de Maio, localizado em Getulina/SP.